# Socratea exorrhiza
Socratea exorrhiza är en palm som först beskrevs av Carl Friedrich Philipp von Martius, och fick sitt nu gällande namn av Hermann Wendland. Arten ingår i släktet Socratea och familjen Arecaceae. Inga underarter finns listade i Catalogue of Life.
Arten förekommer ursprungligen i tropisk regnskog i Central- och Sydamerika. Palmen kan bli upp emot 25 meter, med en stam på 16 cm i diameter, men är vanligtvis 15–20 meter hög och 12 cm i diameter. Den har ovanliga styltrötter, vars funktion är omdiskuterad. Palmen polineras av skalbaggar och olika organismer lever av dess frön och skott.

## Bildgalleri

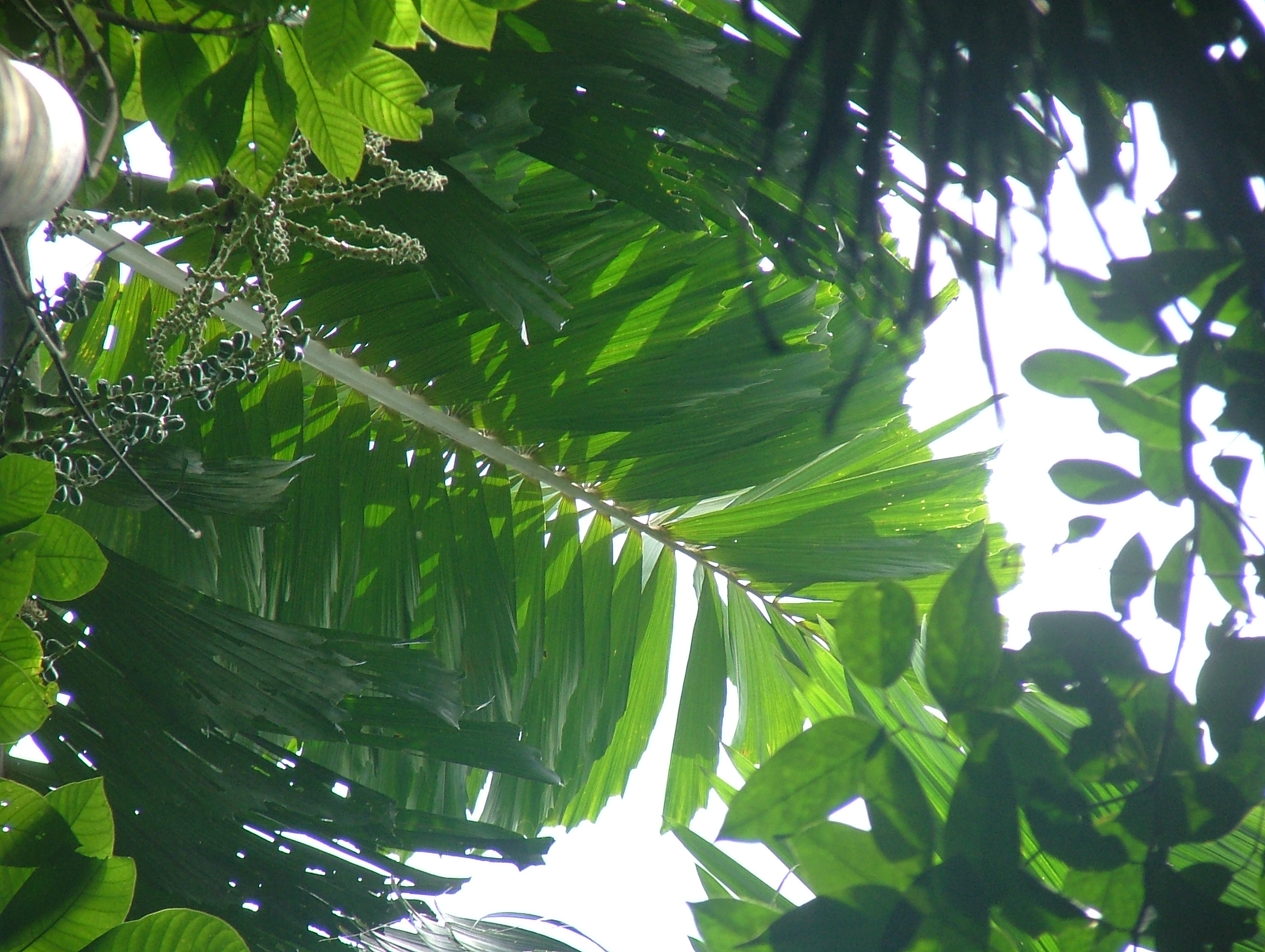
Palmens blad.
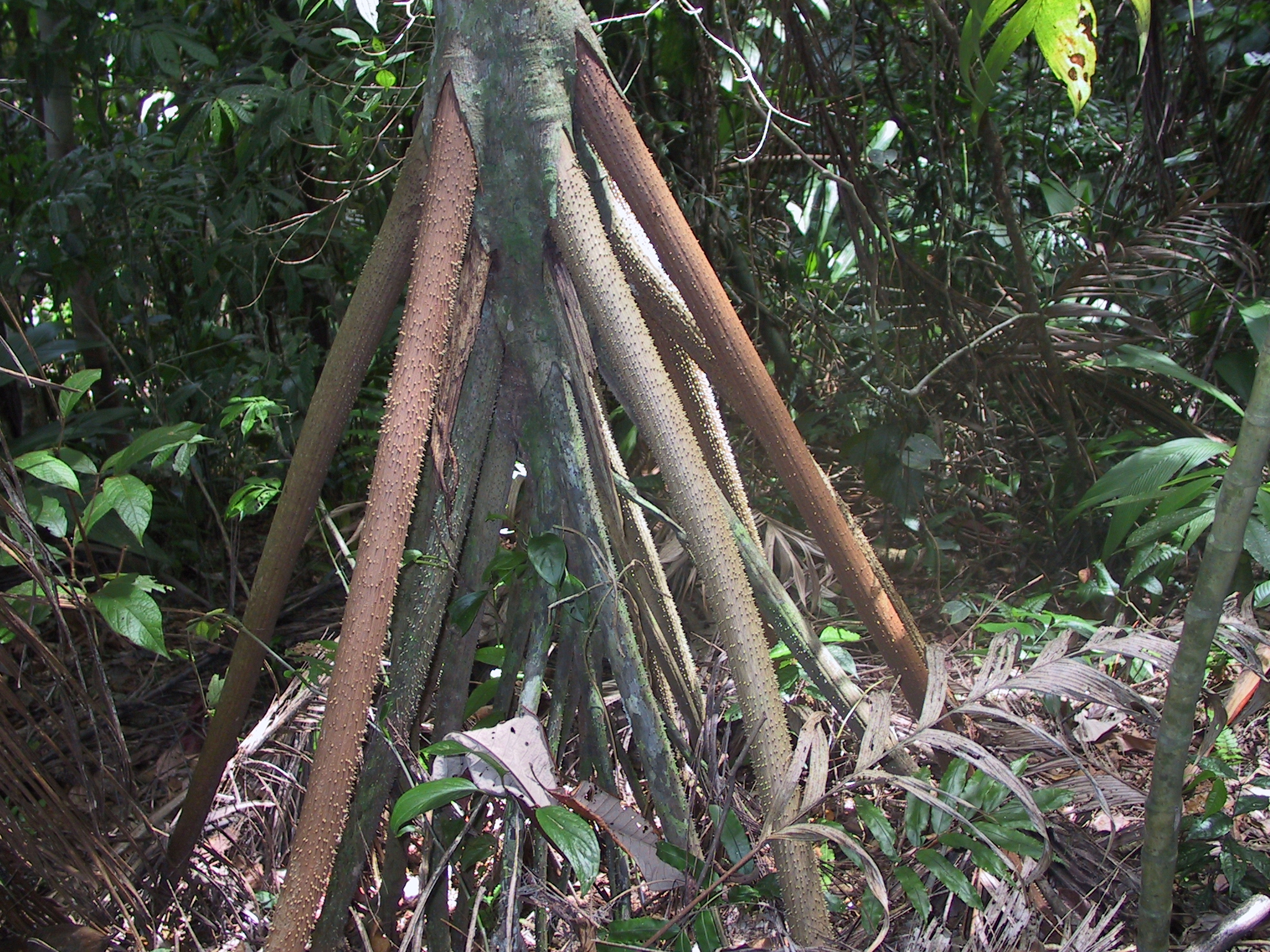
Palmes ovanliga styltrötter.